# Box Canyon Bridge
Die Box Canyon Bridge ist eine eingleisige Eisenbahnbrücke über den Pend Oreille River im Pend Oreille County, Washington. Der Pend Oreille verläuft von Süd nach Nord durch die Ausläufer der Selkirk Mountains im äußersten Nordosten des Bundesstaates und mündet in den Columbia River. Die Brücke liegt etwa fünf Kilometer flussabwärts von Ione und etwa zehn Kilometer flussaufwärts von Metaline Falls. Die Fachwerkbrücke wurde bis 1910 von der Idaho and Washington Northern Railroad errichtet, später an die Milwaukee Road verkauft und ist seit 1979 im Besitz der Pend Oreille Valley Railroad (POVA). Die staatliche regionale Eisenbahngesellschaft musste wegen mangelnder Auslastung den Nordteil ihrer Strecke über die Box Canyon Bridge 2016 stilllegen.
In den 1950er Jahren errichtete man in Höhe der Brücke den Box Canyon Dam, dessen Segmentwehr direkt unterhalb der Brücke liegt. Seit 1982 ist die Stahl-Brücke durch Aufnahme ins National Register of Historic Places unter Denkmalschutz gestellt (NRHP# 82004270).

## Geschichte
| Columbia River |

| Columbia River |

| Yakima River |

| Snake River |

| Palouse River |

| Pend Oreille River |

| Mount Rainier |

| Mount Baker |

| Box Canyon Bridge |

| Portland |

| Wallula |

| Spokane |

| Lewiston |

| Seattle |

| Newport |

| Post Falls |

| Puget Sound |

| Kaskaden- kette |

| Oregon |

| Washington |

Nachdem die großen Eisenbahngesellschaften Ende des 19. Jahrhunderts mehrere transkontinentale Verbindungen über Spokane zum Puget Sound fertiggestellt hatten, entstanden in der Folge auch eine Vielzahl von Abzweigen sowie kleinere Bahngesellschaften, deren Strecken an die Netze der Northern Pacific Railway, Great Northern Railway oder der Union Pacific Railroad angeschlossen wurden. Östlich von Spokane baute die Idaho and Washington Northern Railroad 1907 eine 70 km lange Strecke im Nordwesten von Idaho vom heutigen Post Falls (McGuire)  nach Newport. Um die reichen Kiefern- und Zedern-Vorkommen im Nordosten von Washington zu erschließen und zugleich Zugang zu den großen Lehm-, Kalk- und Schiefervorkommen zu erlangen, wurde die Strecke 1911 entlang des Pend Oreille River um 100 km nach Norden bis Metaline Falls erweitert. Der Transport nach Süden war aufgrund der entgegengesetzten Fließrichtung des Pend Oreille und der vorhandenen Stromschnellen und Wasserfälle schwierig und nicht durchgängig möglich. Zwischen Ione und Metaline Falls musste die Eisenbahnstrecke den Fluss überqueren, da deren Verlauf auf dem letzten Teilstück vom Westufer zum Ostufer wechselte. Fünf Kilometer flussabwärts von Ione wurde 1910 dazu eine über 150 Meter Lange Fachwerkbrücke über den Fluss-Canyon errichtet, die das Gleis in etwa 40 Meter über den damaligen Wasserpegel führte.
Einige Jahre nach der Fertigstellung der Erweiterung kam die Idaho and Washington Northern in finanzielle Schwierigkeiten und wurde 1916 von der Milwaukee Road übernommen. In den folgenden 50 Jahren florierte die Verbindung entlang des Pend Oreille, besonders mit dem Bau der vielen Staustufen zur Energieversorgung entlang des Columbia und seiner Nebenflüsse stieg ab den 1930er Jahren der Bedarf an Zement aus dem Werk der Lehigh Portland Cement Company in Metaline Falls. Auch am Pend Oreille entstanden zu jener Zeit fünf Laufwasserkraftwerke, darunter der 1956 fertiggestellte Box Canyon Dam, dessen Segmentwehr heute direkt unterhalb der Box Canyon Bridge liegt. Ab den 1970er Jahren ging durch die zunehmende Verlagerung des Verkehrs auf die Straße die Auslastung der Strecke zurück und die Milwaukee Road kündigte 1977 die Stilllegung der Verbindung von Newport nach Metaline Falls an. Daraufhin gründete das Pend Oreille County mit der Port of Pend Oreille eine staatliche Hafenbehörde (Port District), die mit finanzieller Unterstützung durch Bundesmittel im September 1979 die Strecke von der Milwaukee Road erwarb; die Behörde betreibt diese seither als Pend Oreille Valley Railroad (POVA). Ende der 1990er Jahre erweiterte die POVA durch einen Pachtvertrag mit der BNSF Railway ihre Strecke südlich nach Sandpoint in Idaho, musste aber im Norden aufgrund von ausbleibenden Gütertransporten den Verkehr über Ione und die Box Canyon Bridge nach Metaline Falls 2016 einstellen, wovon auch der verbliebene Personenzug North Pend Oreille Valley Lions Excursion Train betroffen war.

## Beschreibung

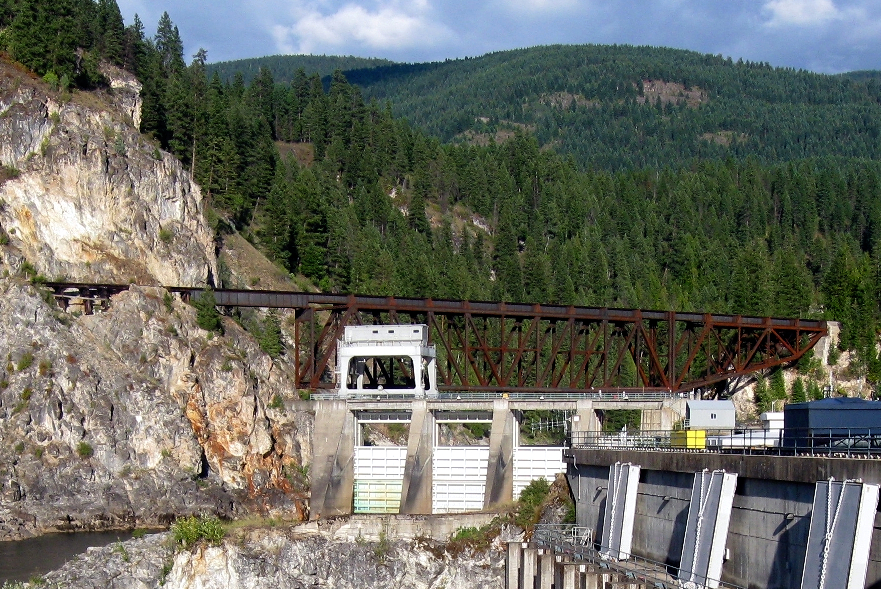
Die Box Canyon Bridge 2009 hinter dem Segmentwehr des Box Canyon Dam

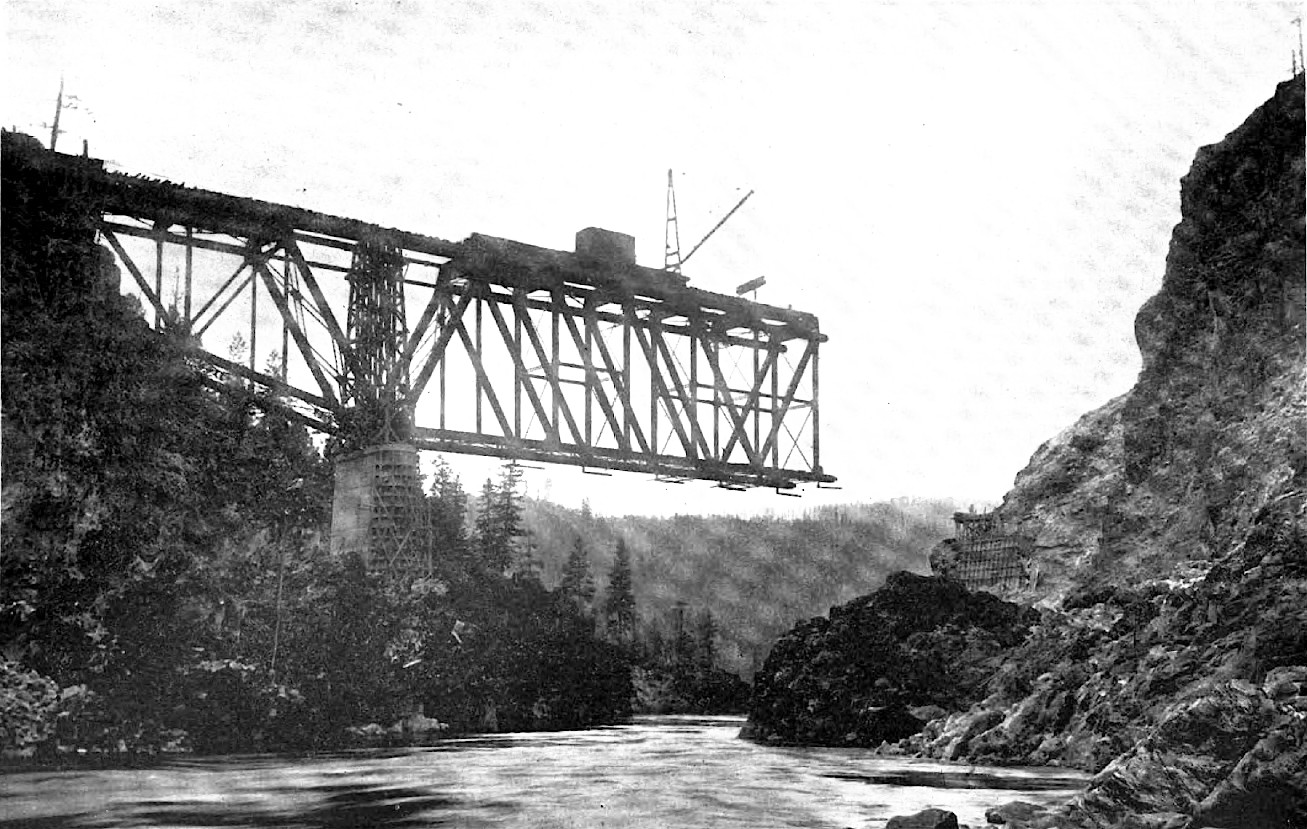
Errichtung des mittleren Fachwerkträgers 1910 im Freivorbau

Die 154 Meter lange Stahlkonstruktion gliedert sich vom Süd- zum Nordufer in zwei Fachwerkträger von 44 und 85 Meter Länge und einen 24 Meter langen freitragendem Vollwandträger. Die Brücke ruht auf einem freistehenden Stahlbetonpfeiler im Flussbett auf der Südseite sowie in die Felswände eingelassenen Stahlbetonsockeln, die an den jeweiligen Enden als Widerlager fungieren. Durch den stark zerklüfteten Felshang konnte am Nordufer der Balkenträger nicht direkt in das Gleisbett übergehen, was auf den folgenden etwa 30 Metern noch die Errichtung zweier kleiner Holz-Bockbrücken nötig machte. Die beiden Fachwerkträger sind Strebenfachwerke mit Pfosten. Auf den Obergurten liegen die Ausleger eines zusätzlichen Vollwandträgers auf, auf dem das Gleis geführt wird. Beim kleineren Fachwerkträger laufen Unter- und Obergurt zum Widerlager hin zusammen, wodurch die charakteristische Dreiecksform entsteht. Der zentrale Träger hat im Unterschied dazu parallel verlaufende Gurte und eine Höhe von 15,2 Metern, bei einer Breite von 6,7 Metern (jeweils bezogen auf die Mittelachsen der Gurte). Da aufgrund des steilen Canyons der Aufbau des zentralen Trägers von beiden Seiten aus nicht möglich war, entschied man sich zur Montage im Freivorbau von der Südseite aus. Der kleinere, etwa 270 Tonnen schwere Fachwerkträger diente dazu als Ankerträger, den man mit zusätzlichen 400 Tonnen Eisenbahnschienen beschwerte und die Obergurte der beiden Träger mit Augenstäben verband; im fertigen Zustand hatte der zentrale Träger ein Gewicht von etwa 630 Tonnen.